# Katrin Sjögren
Katrin Sjögren, née le 2 février 1966, est une femme politique finlandaise, membre des Libéraux pour Åland. Elle est Première ministre (« lantråd ») des îles Åland de 2015 à 2019 et depuis 2023.

## Biographie
Infirmière de profession, elle est élue au Parlement d'Åland en 2003 sous l'étiquette du parti Libéraux pour Åland, puis réélue en 2007 et 2011. Elle est également ministre des Affaires sociales et de l'Environnement au sein du gouvernement régional de 2007 à 2011. Elle devient le leader des Libéraux en 2012, succédant à Viveka Eriksson. Lors des élections législatives du 18 octobre 2015, son parti arrive en tête du scrutin et obtient sept sièges au Parlement. Le 10 décembre suivant, ce dernier l'élit Première ministre. Lors des élections suivantes en 2019, les libéraux se classent en deuxième position derrière les centristes dont la dirigeante Veronica Thörnroos devient chef du gouvernement. À la suite des élections du 15 octobre 2023, les libéraux retrouvent la première place et Katrin Sjögren est élue Première ministre le 11 décembre suivant par le Lagting.